# الحناك (يافع)

تعديل مصدري - تعديل

الحناك هي إحدى قرى عزلة لبعوس بمديرية يافع التابعة لمحافظة لحج، بلغ تعداد سكانها 193 نسمة حسب تعداد اليمن لعام 2004.